# Куньминский метрополитен
Куньминский метрополитен (официально Куньминский Железнодорожный Городской Транспорт, кит. 昆明轨道交通, англ. Kunming Rail Transit) — действующая с 2012 года система метро в городе Куньмин, столице провинции Юньнань в Китае.

## История
Сооружение пилотного надземного участка метрополитена начато в 2009 году. Строительство основных Линий 1 и 2 начато в мае 2010 года. Сооружение Линии 3 начато в августе 2010 года. Подрядчик сооружения системы — China Railway Construction Corporation (CRCC).
Скоростные вагоны первого типа прибыли и испытаны в октябре 2010 года. Вагоны второго типа должны прибыть к ноябрю 2013 года.
Открытие для эксплуатации метро и надземной Линии 6 состоялось 28 июня 2012 года, вместе со сдачей нового Куньминского международного аэропорта Чаншуй, до которого открытая линия используется как экспрессный транспорт с небольшим числом промежуточных станций.

## Система
На городских окраинах для удешевления сооружения (250 млн юаней за км) в системе широко используются надземно-эстакадные участки, в центре города (в пределах Второго Куньминского Кольца) — более дорогостоящие (400—800 млн юаней за км) подземные линии и станции.
На всех станциях установлены либо автоматические платформенные ворота, либо платформенные раздвижные двери. На ряде станций устроены лифты для инвалидов.

### Линия 1 (красная)
В настоящий момент работает часть линии 1 длиной 40,4 км с 31 станцией.

### Линия 2 (синяя)
Введена 30 апреля 2014, имеет 13 станций, длина — 11,4 км.

### Линия 3 (розовая)
29 августа 2017 года открыта линия 3 , длина 23.4 км , примыкание к линии 6.

### Линия 4 (желтая)
Открыта 23 сентября 2020 года. Проходит с северо-запада на юго-восток. Длина составляет 43,4 км.

### Линия 5 (светло-зеленая)
Открыта 29 июня 2022. Проходит с северо-востока на юго-запад (Всемирная выставка садоводства - Баофэн). Длина 26,5 км. 22 станции.

### Линия 6 (темно-зеленая)
Первый участок линии 6 длиной 18,1 км, второй участок 7,3 км. Ранее линия 6 служила продолжением линии 3, после ввода второго участка - отдельная линия.

### Подвижной состав
Подвижной состав для системы строится компанией China South Locomotive & Rolling Stock Corporation Ltd (CSR) из города Чжучжоу. Поезда состоят из 6 вагонов и в варианте скоростного первого типа могут развивать на экспресс-участках скорость до 120 км/ч.

## Проезд
Стоимость проезда:
- 0-4 км — 2 юаня
- 4-9 км — 3 юаня
- 9-16 км — 4 юаня
- 16-25 км — 5 юаней
- 25-36 км — 6 юаней
- 36-49 км — 7 юаней

## Галерея

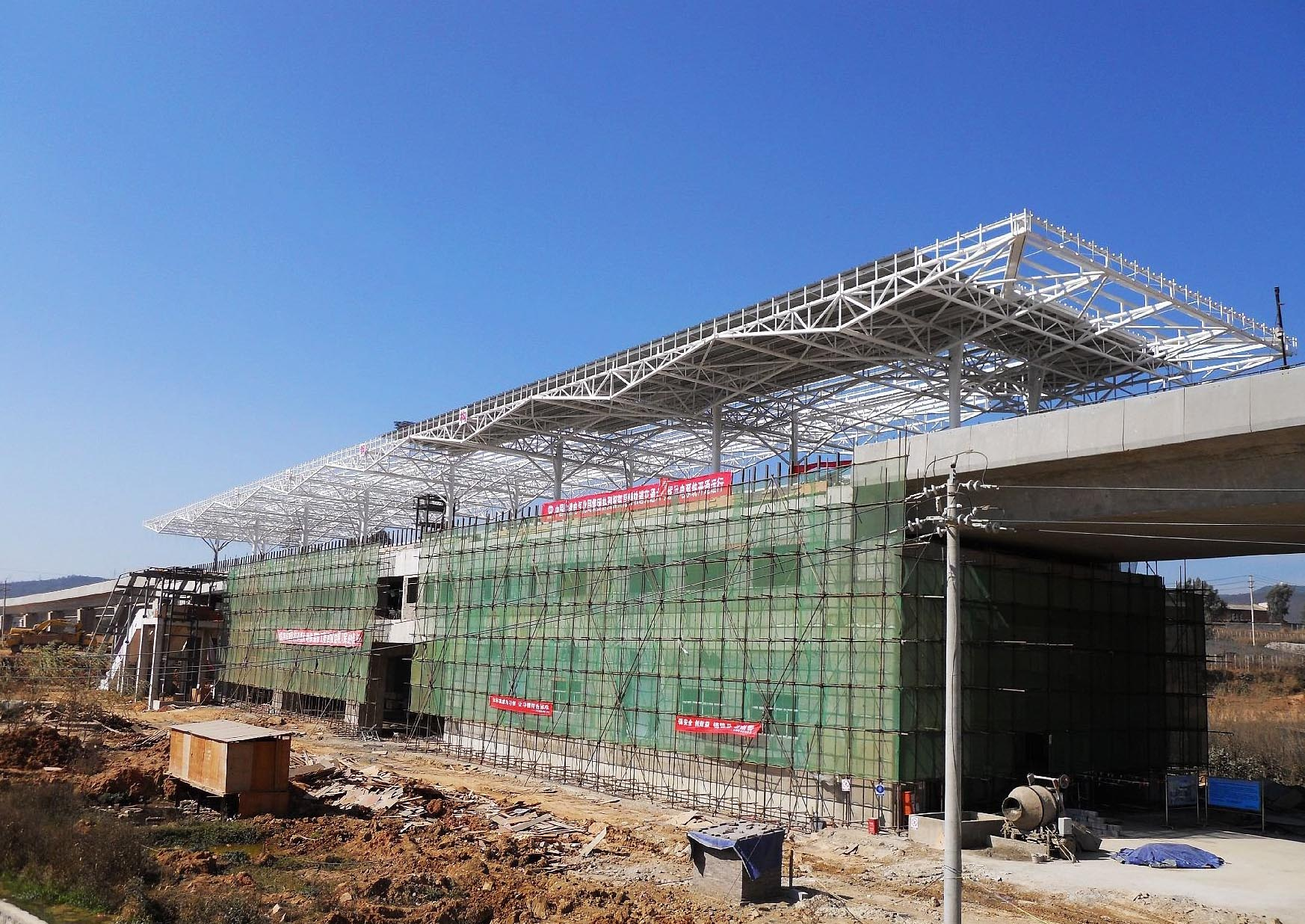
Строительство наземной станции Дабаньцяо (линия 6)
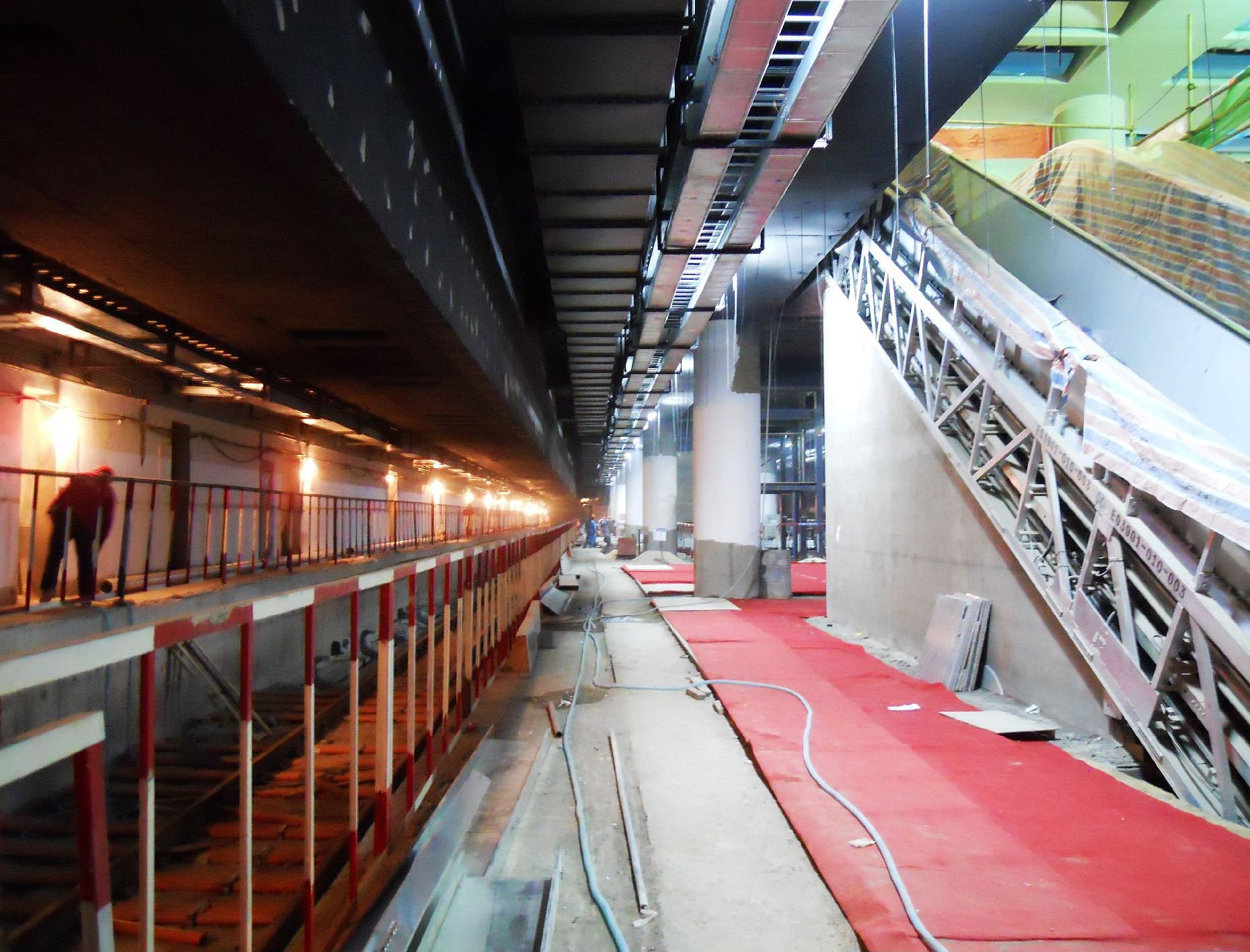
Строительство подземной станции Аэропорт Чаншуй (линия 6)
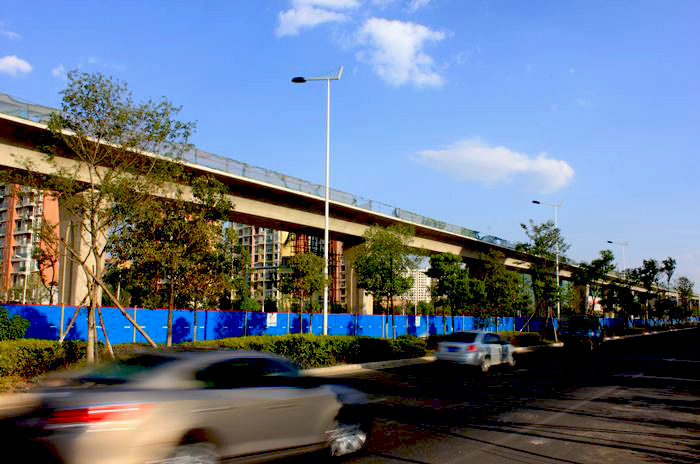
Эстакадный участок в жилых районах
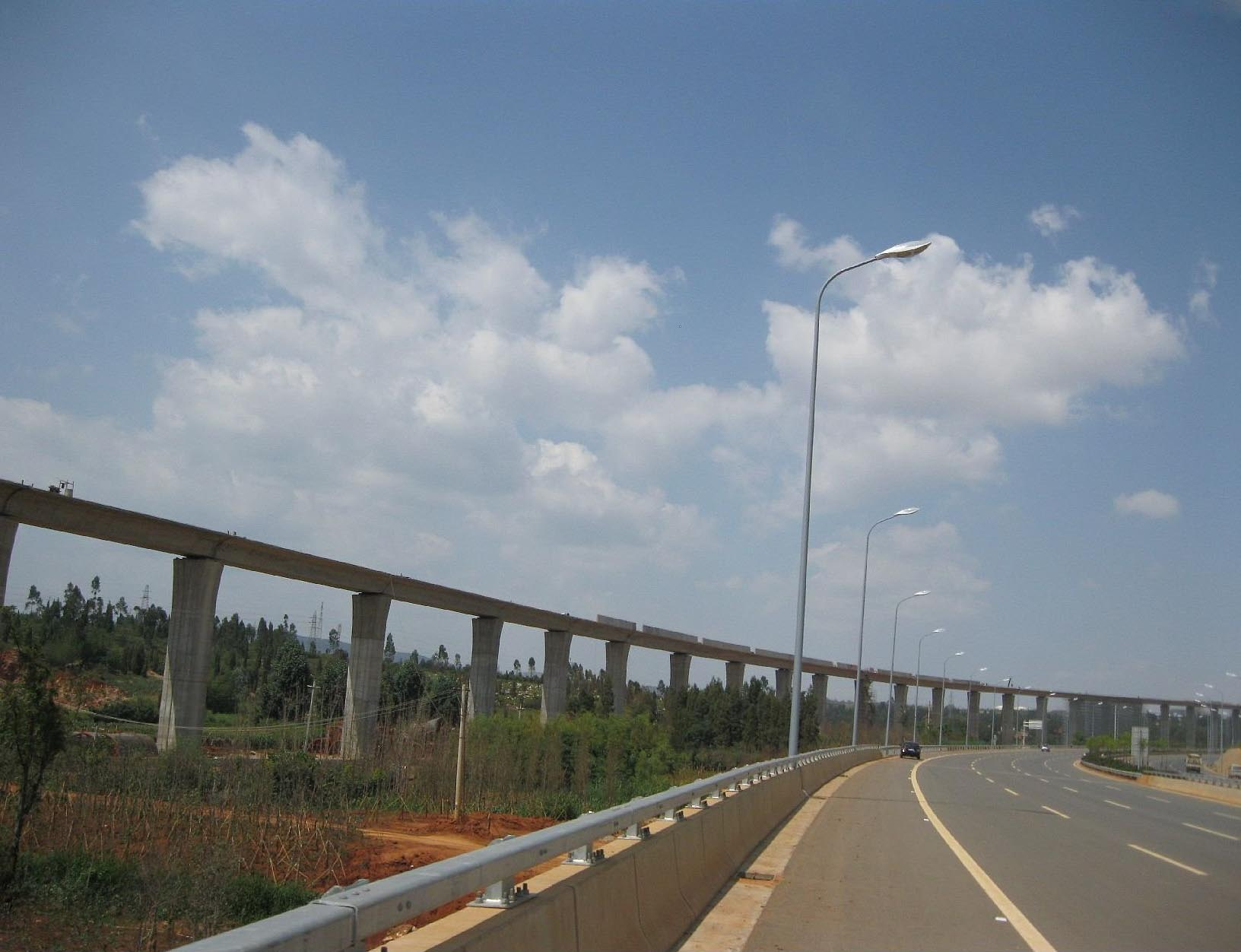
Эстакадный экспресс-участок в пригородах
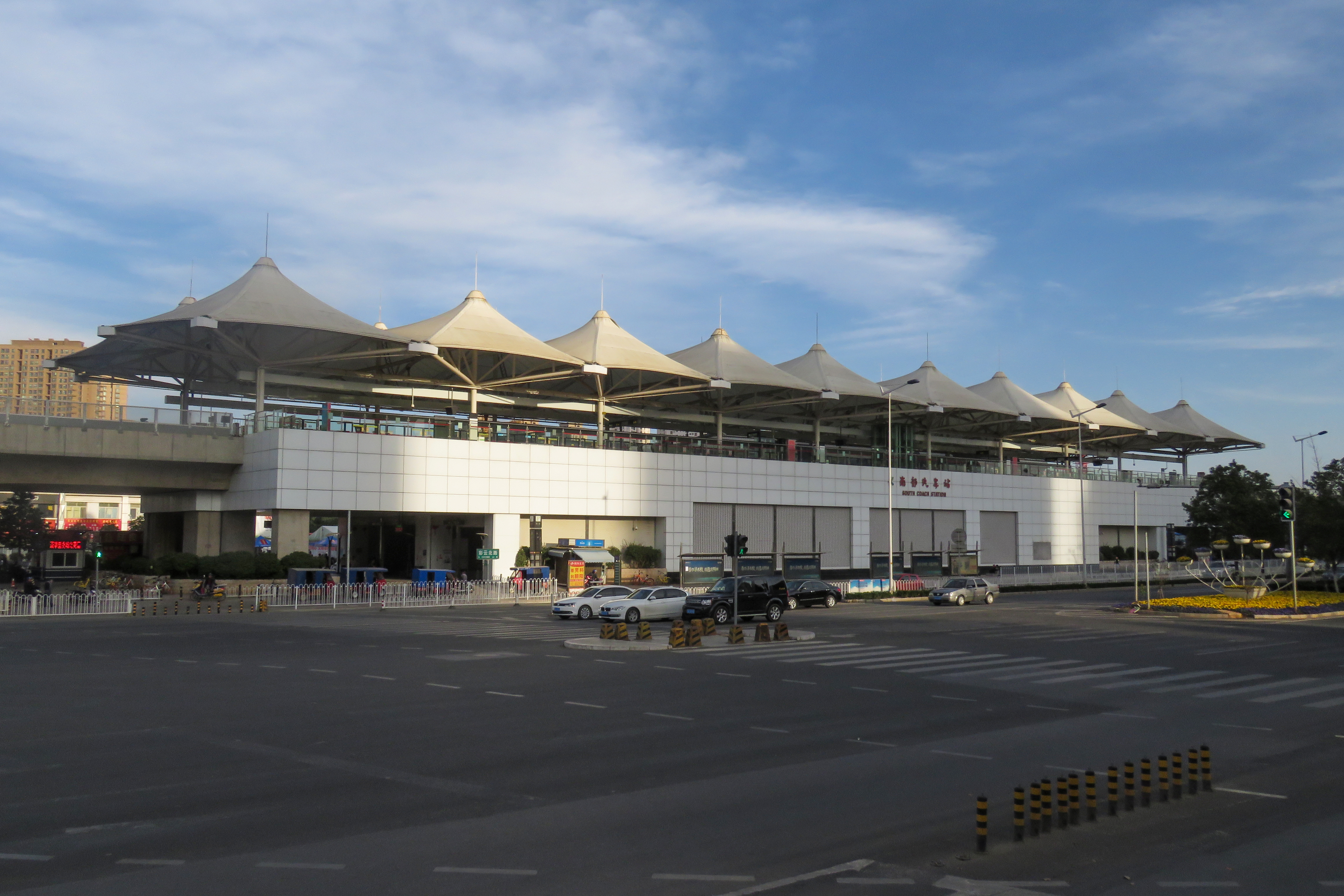
Эстакадная станция Южный Автовокзал(линия 1)
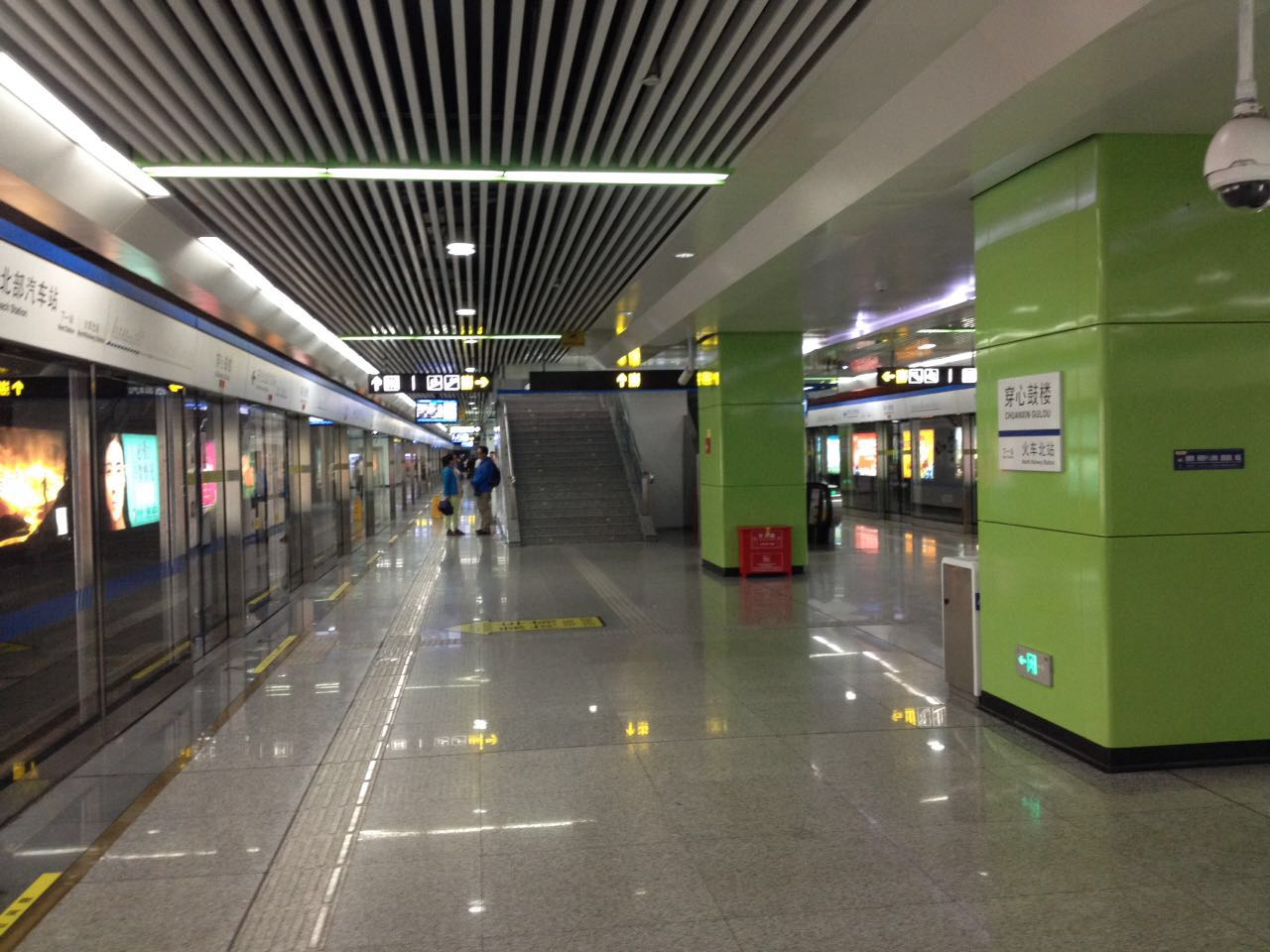
Платформа станции Чуаньсин Гулоу (2 линия)
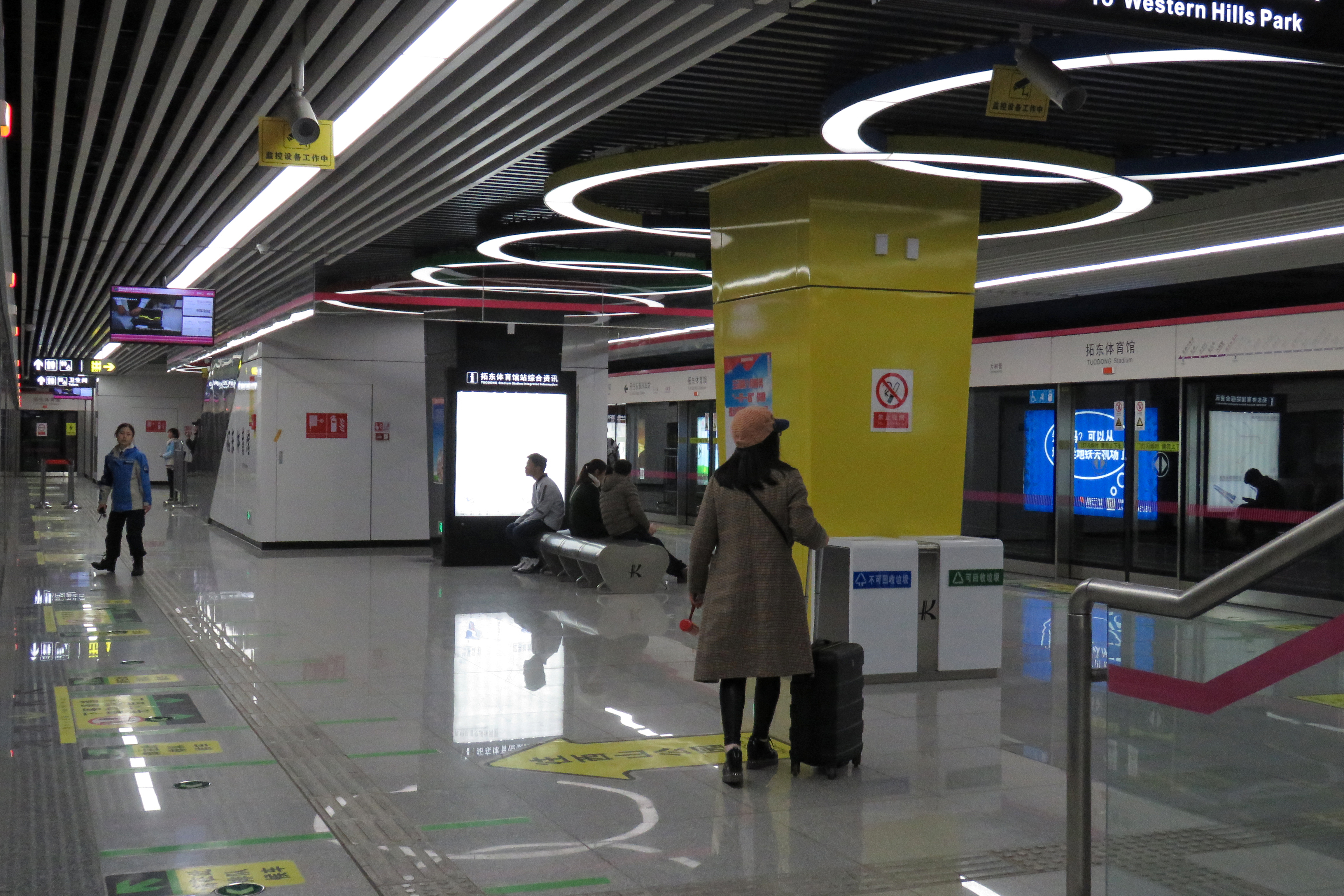
Платформа станции Стадион Тодун (линия 3)
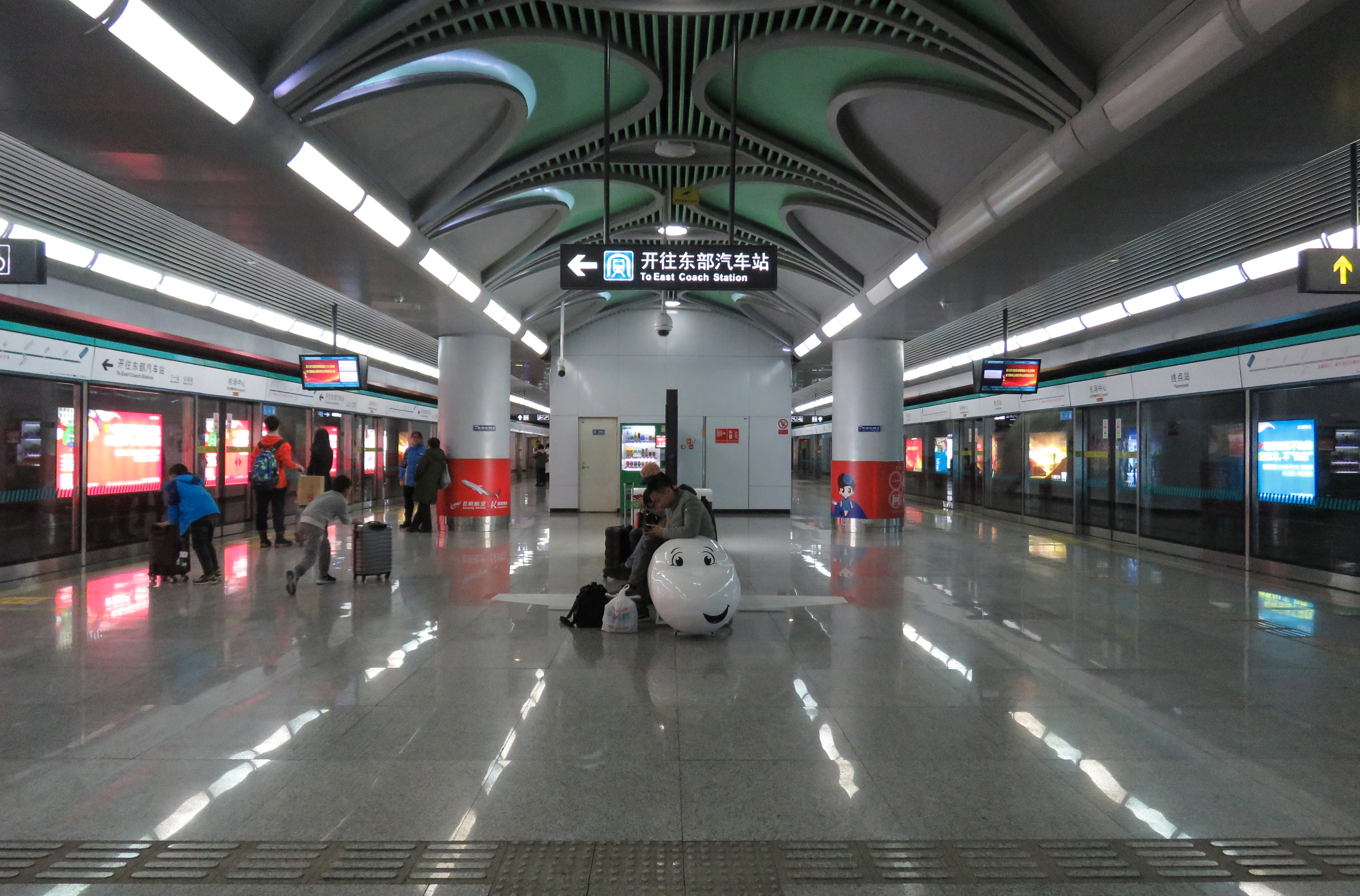
Платформа станции Аэропорт Чаншуй (линия 6)
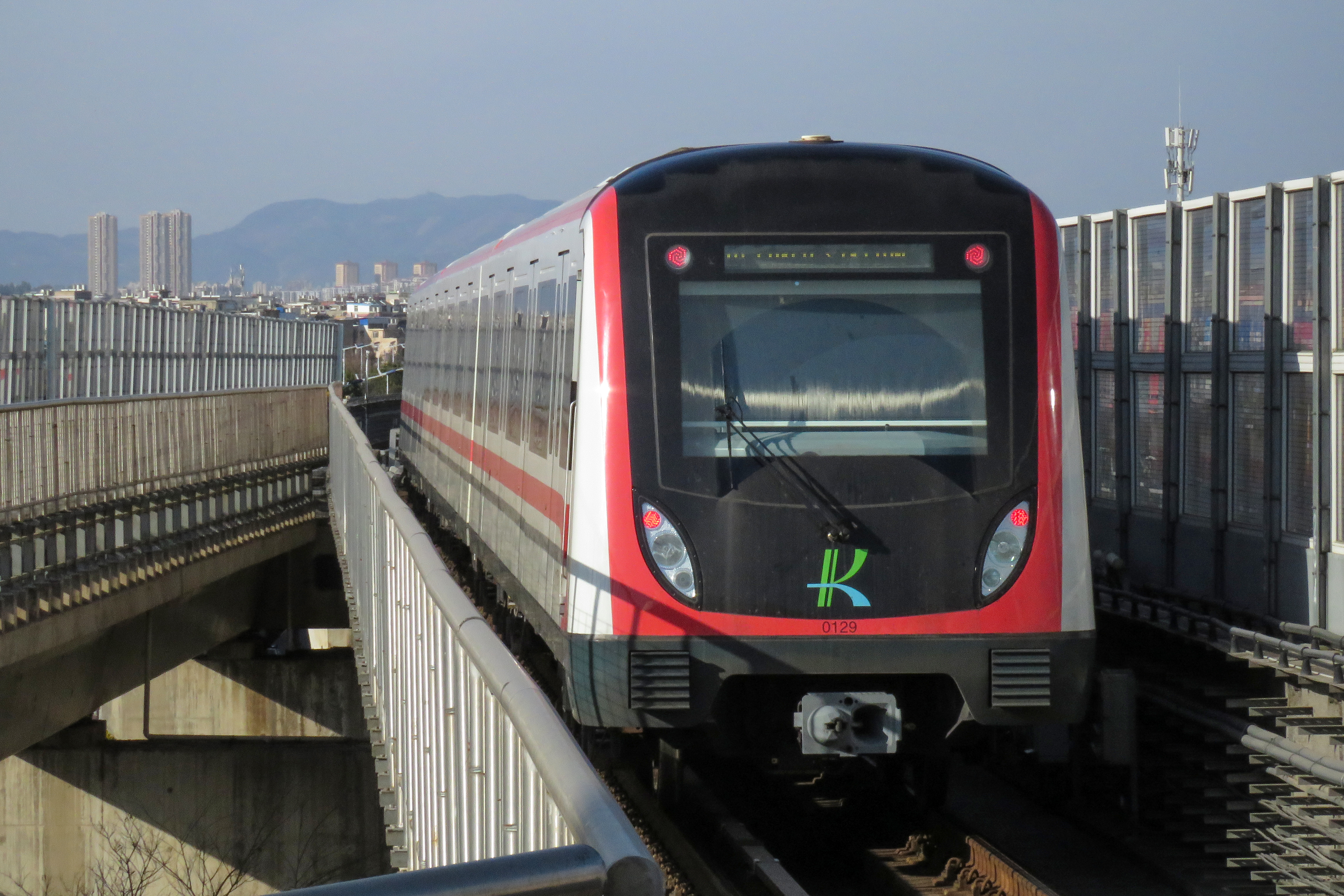
Поезд на эстакаде